# Deep Fake Neighbour Wars
Deep Fake Neighbour Wars is een Britse mockumentary uit 2023, uitgezonden op ITV. De serie werd bedacht door Spencer Jones en is losjes gebaseerd op de Nieuw-Zeelandse realityserie Neighbours at War. De serie was een van de eerste komedieseries waarin deepfake veelvuldig werd gebruikt.

## Synopsis
De serie draait rond bekendheden die als "gewone" mensen leven en buren zijn van elkaar. Hierbij worden de beroemdheden hun hoofden met behulp van deepfake op de lichamen van imitators geplaatst. Een disclaimer aan het begin van elke aflevering geeft aan dat geen van de bekendheden heeft ingestemd met het gebruik van hun beeltenis. Op het einde van de afleveringen werden ook telkens enkele scènes opnieuw getoond, ditmaal zonder het gebruik van deepfake.

## Rolverdeling[5]
| Acteur             | Personage |
| ------------------ | --- |
| Isabella Inchbald  | Voice-over |
| Katia Kvinge       | Ariana Grande / Greta Thunberg / Phoebe Waller-Bridge / Adele / Billie Eilish / Dua Lipa / Lorraine Kelly / Olivia Colman / Gal Gadot |
| Yiannis Vassilakis | Tom Holland / Tom Hiddleston / Simon Cowell                                                                                           |
| Luke Kempner       | Jake Paul / Andy Murray / Harry Kane                                                                                                  |
| Al Foran           | Conor McGregor / Mark Wahlberg |
| Carmen C. Green    | Nicki Minaj / Cardi B |
| Jason Forbes       | Chris Rock / RuPaul |
| Tony Lapidus       | Mark Zuckerberg / Tyson Fury |
| Travis Jay         | Usain Bolt / Floyd Mayweather |
| Siobhan Webley     | Rihanna |
| Sean Adesina       | Kevin Hart |
| Aurie Styla        | Idris Elba |
| Sasha Ghodstinat   | Beyoncé |
| Francine Lewis     | Kim Kardashian |
| Darrell Amory      | Jay-Z |
| Nimisha Odedra     | Priyanka Chopra |
| Kane Brown         | Stormzy |
| Scheiffer Bates    | Matthew McConaughey |
| Jason Lewis        | Will Smith |

## Ontvangst
The Guardian gaf de serie een drie op vijf. The Telegraph noemde de serie "een soort van Spitting Image voor de TikTok-generatie." De krant gaf de serie een twee op vijf, en schreef verder dat "het idee potentieel heeft, maar dit niet tot uiting komt door het ongelofelijk ongrappige script." The Independent gaf de serie één op vijf, en schreef dat "het een gevaarlijke onderneming is om te proberen iets zo slecht te maken dat het goed is. Deep Fake Neighbour Wars laat die missie half voltooid achter." Desondanks gaf ze ook aan dat de serie "het waard is om naar te kijken, al is het maar uit nieuwsgierigheid." Daily Mirror beschreef de serie als volgt: "De visuals zijn fascinerend en het concept is briljant, hoewel een beetje wereldvreemd. Het is ontwrichtende en genrebrekende televisie die de nieuwsgierigheid zal - en moet - aanwakkeren." Het Australische filmmagazine Flicks noemde de twee opzichten die de serie belangrijk maakten. "Ten eerste als een historisch document dat de grotendeels onschuldige toepassing van deepfake in het heden vastlegt. Ten tweede als een op de toekomst gerichte hypothese, meer een open vraag eigenlijk, over waar het allemaal naartoe gaat." De serie opende het debat rond de ethiek en rechtmatigheid van deepfakes.